# 薬師寺久左衛門
薬師寺 久左衛門（やくしじ きゅうざえもん、生年不詳 - 万治元年（1658年））は、江戸時代初期の長崎の砲術家、地役人。諱は種広。

## 生涯
薬師寺家は豊後の大名・大友氏の家臣で、筑前東郷を治めていた。大友氏の滅亡後、祖父の下野守種長らと共に長崎に移住し、磨屋町（とぎやまち）の乙名となった。
父・藤左衛門の鉄砲術を相伝し、後に諸流派を研究して鍛錬流（鍛練流）とし、その開祖となった（鍛錬流は後に自覚流と改める）。寛永14年（1637年）の島原の乱には、子の宇右衛門種永と共に従軍。
屋敷は磨屋町にあり、敷地は1,174坪。磨屋町の乙名は、久左衛門の死後は峰家が世襲。
元禄10年（1697年）、高木彦右衛門貞親が唐蘭商売元締に任命されるに伴い、外町常行司を務めていた種永の子・又三郎種政が町年寄となる。以後、薬師寺家は、長崎の町年寄を務めることになる。
延宝元年（1673年）に長崎奉行所が管理する大小19挺の石火矢を預けられる。文化5年（1808年）のフェートン号事件の際には、長崎奉行の松平康英に、武器蔵の石火矢・大筒を所定の場所に配置するよう命じられている。
薬師寺家の墓地は、長崎市寺町の晧台寺の後山にある。